# Dinant
Dinant [diˈnɑ̃] ist eine Stadt in der Provinz Namur in der Wallonischen Region, Belgien.
Sie hat 13.328 Einwohner (Stand 1. Januar 2024) und erstreckt sich auf einer Fläche von 99,8 Quadratkilometern.
Überregional bekannt ist die Stadt durch ihre Kirche Notre Dame mit einem kunstvollen Westwerk sowie der darüber liegenden Festung. Dinant ist der Geburtsort von Adolphe Sax, dem Erfinder des Saxophons.

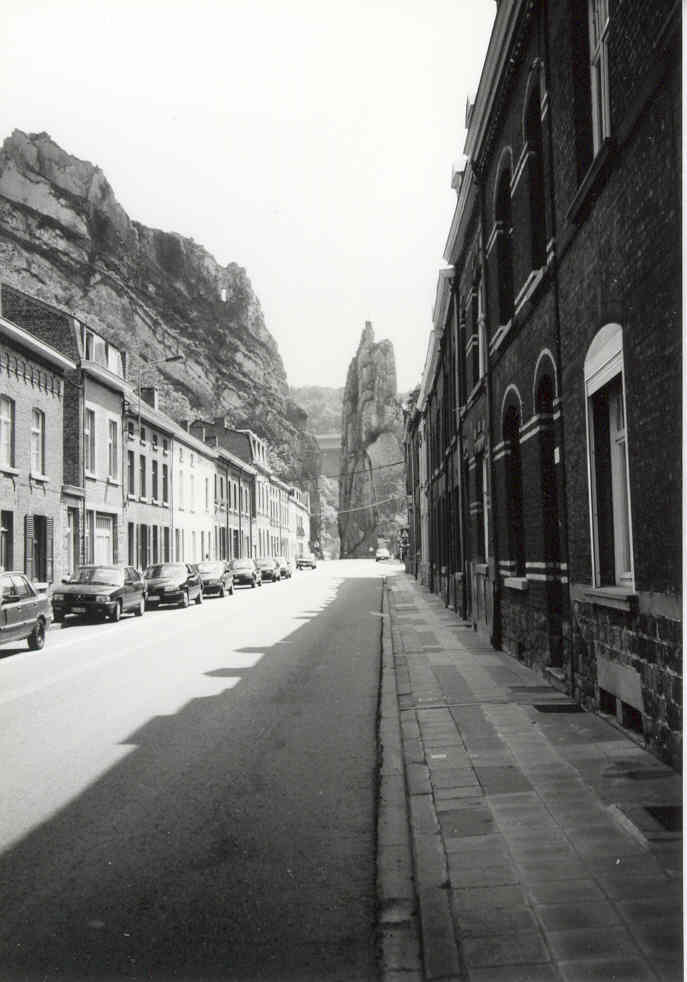
Rue Arthur Defoin, im Hintergrund der Felsen Rocher Bayard

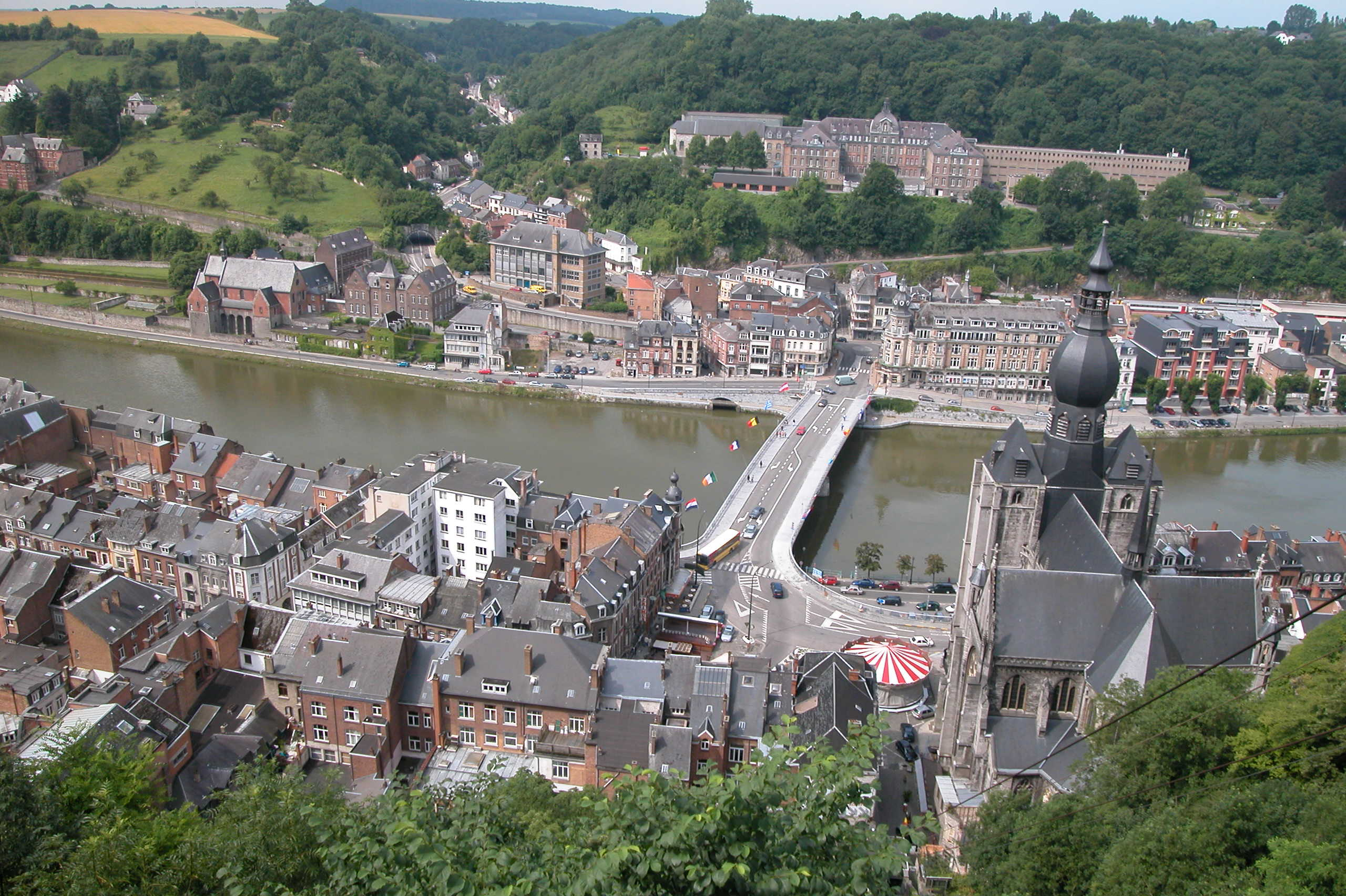
Blick von der Zitadelle auf Dinant

## Geographie

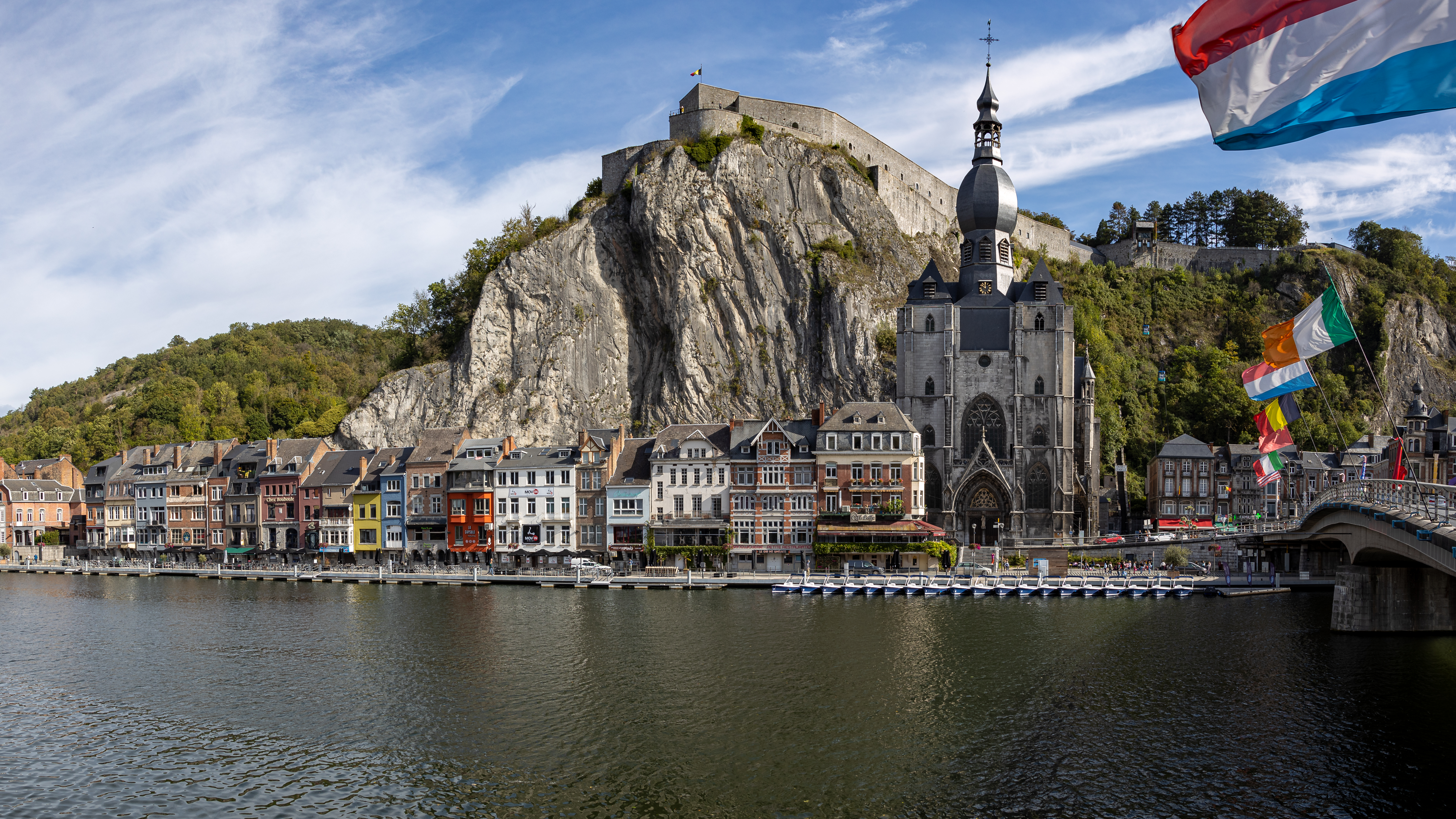
Dinant am Ufer der Maas mit der Stiftskirche Notre-Dame und der Zitadelle

Bei Dinant durchbricht die Maas in einem felsigen Tal die Ardennen.
Gemeindeteile sind Anseremme, Bouvignes-sur-Meuse, Dinant, Dréhance, Falmagne, Falmignoul, Foy-Notre-Dame, Furfooz, Lisogne, Sorinnes und Thynes.

## Geschichte

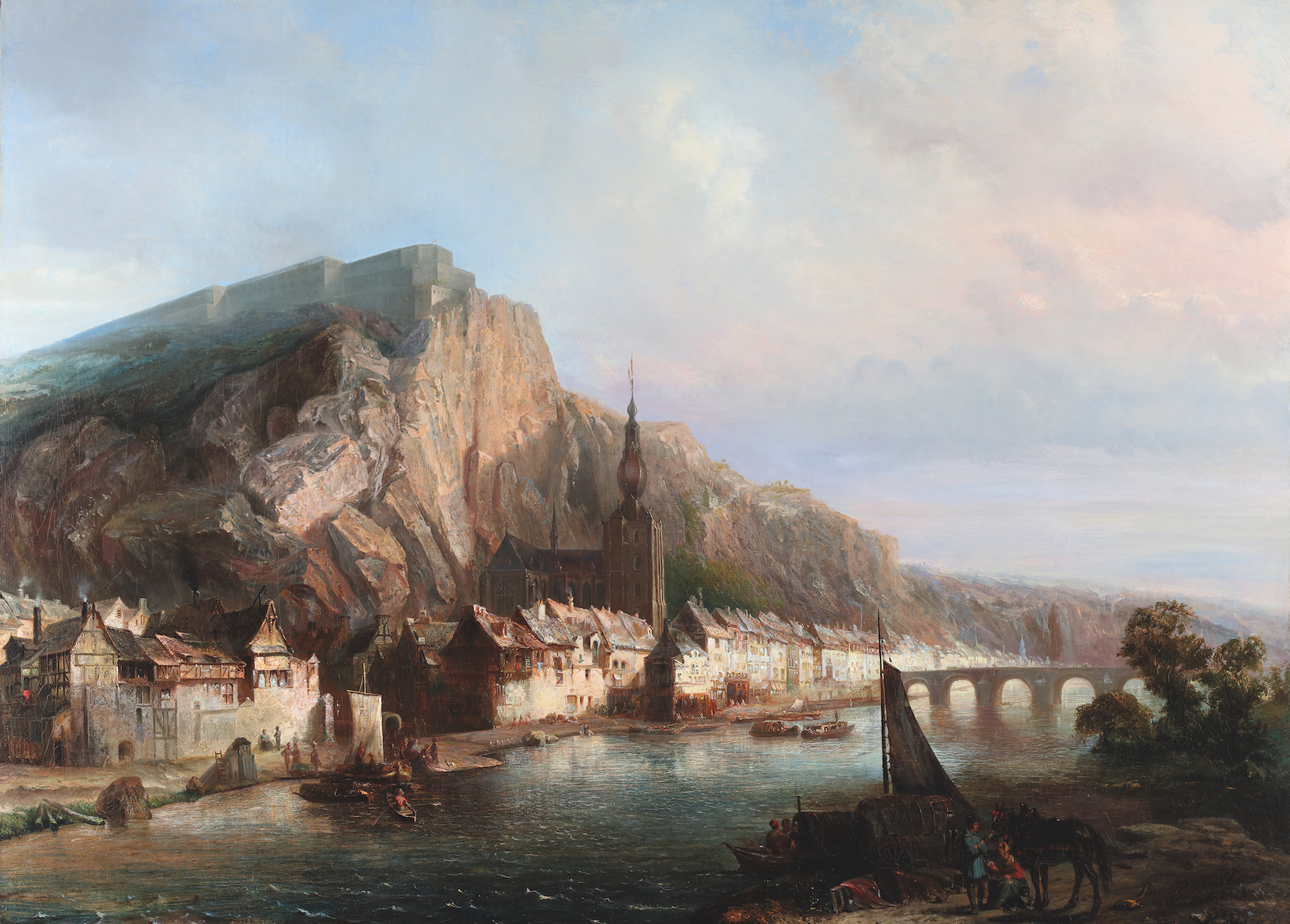
Dinant auf einem Gemälde von Pierre Tetar van Elven (1828–1908)

In den ersten Jahrhunderten nach Christus gehörte das Gebiet zum Römischen Reich. Beim Ortsteil Furfooz befand sich eine völkerwanderungszeitliche Höhensiedlung, die von einem Steinwall geschützt war. Die Hügelfestung war im späten 4. Jahrhundert und auch danach von einer kleinen Zahl germanischer Krieger und ihren Familien bewohnt, die wohl mit der Verteidigung der Reichsgrenzen beauftragt waren.
In Aufzeichnungen des Klosters Stablo erscheint eine Burg Dinant („Dionante castro“) schon 743 (D(ipl)_Mer. 192), dann wieder 824 („vico Deonanti“, Stavelot 027). In der Reichsteilung von Verdun 843 findet sich kein Vermerk, wohl aber in der Reichsteilung von Meerssen 870, wo eine Marienkirche in Dinant ausdrücklich genannt wird („ecclesia sanctae Mariae in Deonant“, Regesta Imperii I, 1480). Sowohl in einer Urkunde König Lothars II. von Lothringen von 862 als auch in einer Urkunde König Ludwigs des Deutschen von 873 lesen wir von „Deonanto“ (D_Lo_II, 017 + D_LD, 147). 1006 bestätigt Kaiser Heinrich II. dem Bischof von Lüttich Besitz in „Dionanto“, was König Heinrich IV. 1070 dem Lütticher Bischof nochmals bestätigt (Reg. Imp. II, 1615 + Reg. Imp. III, 551).
Die Bedeutung Dinants im Mittelalter beruhte auf dem seit dem 12. Jahrhundert blühenden Messinghandwerk. Grundlage dafür waren die in der Nähe gelegenen Lagerstätten von Galmei, einem zinkhaltigen Mineral, das man mit importiertem Kupfer zu Messing verarbeitete und auch wieder nach Frankreich, England und Deutschland ausführte. Wegen des Handels mit Kupfer aus Skandinavien und dem Harz gehörte Dinant der Hanse an und war auch im Londoner Stalhof vertreten. Dinanderie war schon im Paris des 14. Jahrhunderts ein Synonym für bestimmte Messingwaren. Dokumente und Überlieferungen besagen, dass in Dinant sowohl Messing verhüttet, als auch in Form von Blechen, gegossenen und getriebenen Waren hergestellt und vertrieben wurde.
Im Jahr 1466 zerstörten die Truppen von Karl dem Kühnen Dinant. Daraufhin verließen viele Kupfermeister (besser: Kupfer- und Messingschläger, batteurs) wie beispielsweise die Familien Amya, Momma oder Byda die Stadt, ließen sich in anderen Städten des Maastals nieder oder zogen in Richtung Aachen, wo sie ein blühendes Gewerbe aufbauten und sich in einer Zunft organisierten.
Zum Beginn des Ersten Weltkrieges, am 23. August 1914, wurden 674 Einwohner der Stadt von sächsischen Truppen der kaiserlichen deutschen Armee wegen angeblicher Freischärlerei getötet und 750 Gebäude zerstört (→ Massaker von Dinant). Mehrere Denkmäler erinnern an das Schicksal dieser Menschen. 2001 erkannte die Bundesregierung der Bundesrepublik Deutschland ihre moralische Verpflichtung an und bat bei den Nachkommen der damaligen Opfer offiziell um Entschuldigung.

## Verkehr
Der Bahnhof von Dinant liegt an der Athus-Meuse-Linie, es gibt Intercity-Verbindungen nach Brüssel und Namur, sowie Regionalzüge in die Ardennen (auf vorgenannter Strecke nach Libramont-Chevigny und Arlon). Der Fluss diente in der Vergangenheit der Verschiffung von Waren aus den Messingwerken sowie der Anlieferung der benötigten Materialien. Seit den späten 1980er Jahren besteht ab dem Hafen im Ort Ausflugsschiffsverkehr zu benachbarten Orten und Sehenswürdigkeiten. Zu diesem Zweck befindet sich am südlichen Stadtrand an der Maas eine Schleuse.

## Besondere Orte und bemerkenswerte Gebäude

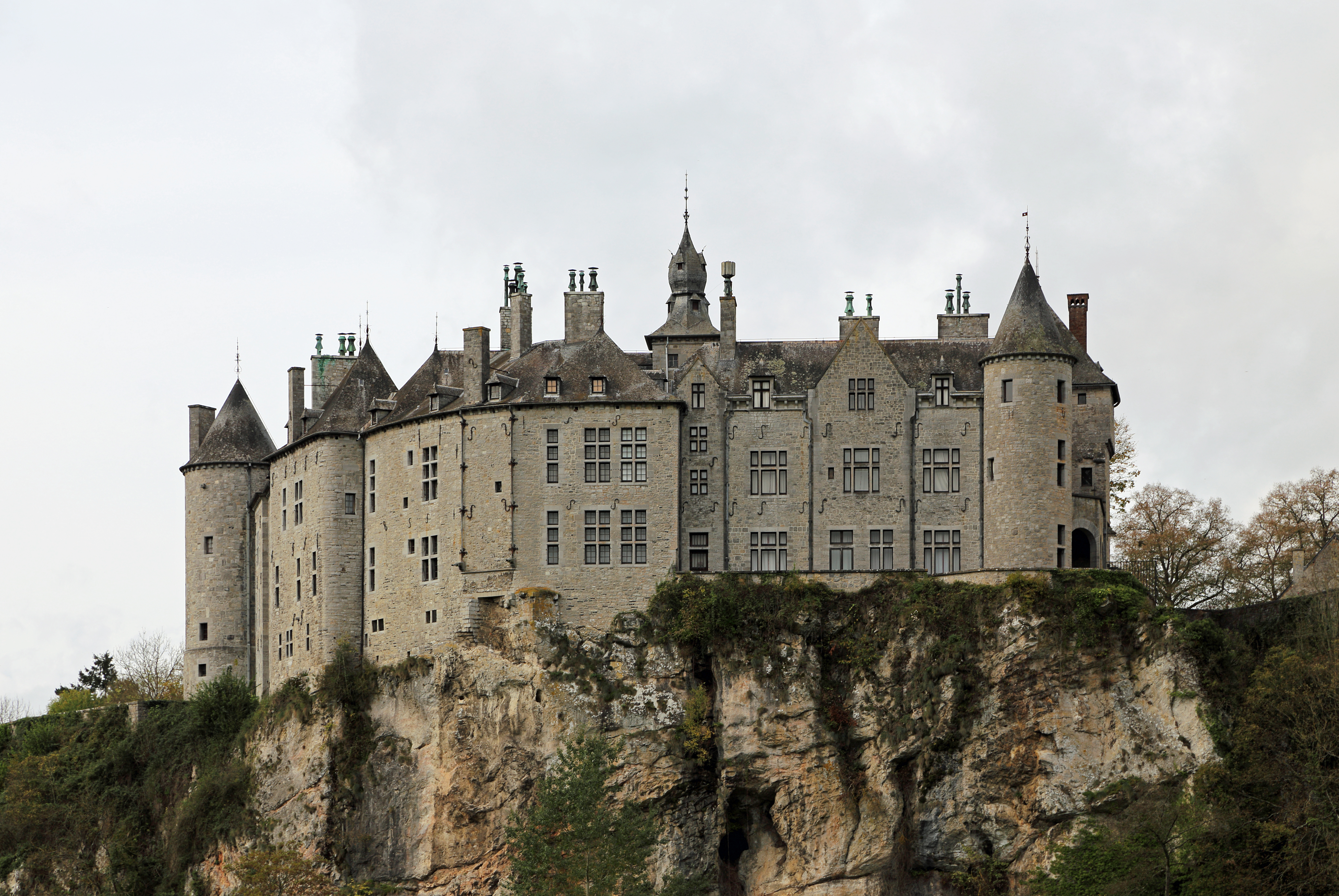
Schloss Walzin

- Stiftskirche Notre-Dame de Dinant (Collégiale Notre-Dame de Dinant), erbaut vom 13. bis 14. Jahrhundert, gilt als wichtiges Erbe der Wallonie
- Zitadelle von Dinant, 1818–1821 auf Veranlassung von Niederländern errichtet; steht auf einem Felsen 100 Meter über dem Niveau der Maas.
Die Zitadelle wurde nach dem Zweiten Weltkrieg in ein Museum umgewandelt.
- Bayardfelsen, eine außergewöhnliche Felsnadel im Süden der Stadt.
Der Legende nach wurde der Fels durch einen Huf des Pferdes Bayard 40 Meter tief gespalten. Mit dem Pferd war Karl der Große entkommen.
- Sax-Brunnen und die Kunstprojekte der bemalten Saxophone auf der Maasbrücke
- Abtei Notre-Dame de Leffe, im Jahre 1152 am Rande der Stadt gebaut. Das Kloster beherbergt eine Prämonstratenser-Gemeinschaft und ist Namensgeber der Biersorte Leffe
- Rathaus von 1924 am Ort der Residenz des Lütticher Fürstbischofs aus dem Jahr 1700
- ein Freiheits- und Kriegermonument auf dem Rathausplatz
- Die Wehrkirche Saint-Lambert im Ortsteil Bouvignes-sur-Meuse
- Die Ruine der Burg Château de Crèvecoeur oberhalb des Ortsteiles Bouvignes-sur-Meuse
- Schloss Walzin, Rekonstruktion im Stil der Neogotik auf einem steilen Felsabhang über dem Fluss Lesse

## Kulinarische Spezialitäten
- Couque de Dinant, ein hartes Gebildelebkuchengebäck (Vorläufer der Aachener Printen) und
- Flamiche, ein gesalzener Fladen mit fetthaltigem Käse und Eiern.

## Persönlichkeiten
- Herri met de Bles (1500/10–1555/60), Maler der Renaissance
- Jean Baptiste Coupienne (1768–1825), Lederfabrikant
- Anton Joseph Wiertz (1806–1865), Maler
- Adolphe Sax (1814–1894), Instrumentenbauer und Saxophonist
- Lucy Berthet (1866–1941), Opernsängerin
- Jean-Baptiste Huart (1892–1944), römisch-katholischer Geistlicher, NS-Opfer
- Georges Pire (1910–1969), Dominikaner, Gründer von Hilfsorganisationen und Friedensnobelpreisträger
- Angèle Manteau (1911–2008), Verlegerin
- André Buzin (* 1946), Maler und Briefmarkenkünstler
- David Clarinval (* 1976), Politiker
- Quentin Dujardin (* 1977), Musiker

## Städtepartnerschaften
- Dinan, Frankreich
- Chios, Griechenland
- Hoddesdon, England
- Sainte-Foy, Québec